# 1-я воздушная истребительная армия ПВО
1-я воздушная истребительная армия противовоздушной обороны (1 ВИА ПВО) — формирование (объединение, Армия ПВО) авиации ПВО РККА в вооружённых силах СССР во время Великой Отечественной войны.
В действующей армии, в период с 9 июня 1943 года по 1 октября 1943 года.

## История наименований
- 1-я воздушная истребительная армия ПВО;
- 19-я воздушная истребительная армия ПВО (c 01.02.1946 г.);
- 78-я воздушная истребительная армия ПВО (с 20.02.1949 г.);
- 64-я воздушная истребительная армия ПВО (с 31.10.1949 г.);
- 52-я воздушная истребительная армия ПВО (с 01.02.1952 г.).

## История

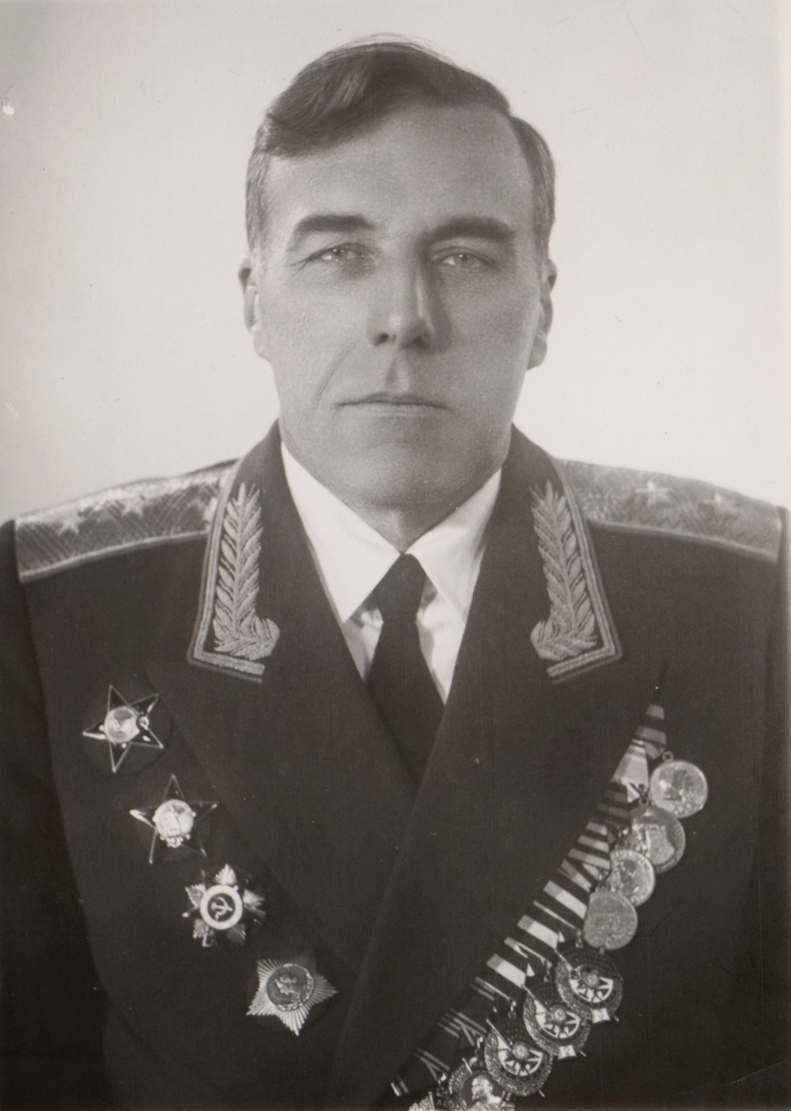
Командующий армией С. А. Пестов

Продвижение войск третьего рейха и их сателлитов вглубь территории Союза ССР потребовало усиления противовоздушной обороны стратегически важных административных и промышленных центров и объектов государства. В начале июля 1941 года Государственный Комитет Обороны СССР принял всесторонние меры по совершенствованию системы противовоздушной обороны (ПВО) столицы Союза — Москвы, Ленинграда, Донбасского, Московского, Ярославского и Горьковского промышленных районов, а также по организации ПВО мостовых переходов через Волгу. Данные меры предусматривали сформирование частей истребительной авиации, зенитной артиллерии, зенитных пулемётных и прожекторных формирований, так же шло создание ПВО промышленных районов Поволжья и Волжского речного пути.
Постановлением Государственного Комитета Обороны СССР «Об усилении и укреплении противовоздушной обороны территории Союза», от 9 ноября 1941 года, были выделены в самостоятельный род войск Войска ПВО территории страны (Войска ПВО ТС) Вооружённых Сил Союза. Так же вводилась должность заместителя Наркома обороны СССР по ПВО — командующего Войсками ПВО территории страны.
В январе 1942 года в составе Войск ПВО ТС для обороны наиболее важных объектов организационно оформилась истребительная авиация ПВО на правах отдельного рода войск ПВО ТС.
1-я воздушная истребительная армия ПВО создана 9 июня 1943 года на основании приказа Наркома обороны СССР № 0087 от 21 мая 1943 года «О реорганизации управления системой противовоздушной обороны Москвы» на базе 6-го истребительного авиационного корпуса ПВО. В составе армии сформировано четыре управления истребительных авиадивизий ПВО (317-я, 318-я, 319-я и 320-я). В состав дивизий вошли истребительные авиационные полки 6-го истребительного авиационного корпуса ПВО.

Летом 1943 г. не менее половины всех МиГов, принадлежавших авиации ПВО, прикрывали небо Москвы: здесь имелось 110 исправных и 29 неисправных МиГ-3. В обзоре боевых действий 1-й истребительной армии ПВО указывалось, что истребители этого типа находились в наименее благоприятных условиях, поскольку были сильно изношенны. Тем не менее, в это время было отмечено два боевых столкновения МиГов со вражескими разведчиками на больших высотах. Ранним утром 2 июня пара МиГ—3 из 565 иап, вылетев с Кубинки, устремилась на встречу с разведчиком, находившимся на высоте 8000 метров. Наведение с земли посредством станции МРУ-105 командир части организовал так, что курсы советских самолётов и противника пересекались под прямым углом, при этом истребители приближались со стороны солнца. В результате обоим нашим лётчикам удалось добиться внезапности при проведении первой атаки. Они обстреляли неприятеля с задней полусферы практически одновременно справа и слева. Младший лейтенант Мазуренко открыл огонь с дистанции 40 — 50 м, но его МиГ попал в спутную струю воздуха от моторов «юнкерса» и свалился в штопор. Младший лейтенант Сырейщиков приблизился на 150 м, после чего был встречен ответной очередью стрелка. Обстреляв два раза кабину, Сырейщиков пришёл к выводу: недостаточная эффективность огня истребителя не позволит ему уничтожить неприятельский разведчик. Тогда лётчик разогнал истребитель и отрубил «юнкерсу» хвостовое оперение до передней кромки стабилизатора. Долго удерживать МиГ—3 в горизонтальном полёте не удалось. На высоте 6000 м. Г. Г. Сырейщиков покинул машину с парашютом и благополучно приземлился. Тем временем его ведомый вывел истребитель из штопора и совершил посадку на своём аэродроме. Ju 88D рухнул на землю в районе знаменитого Бородинского поля; все члены немецкого экипажа погибли.

Через десять дней младший лейтенант Ионцев из 34 иап при патрулировании обнаружил выше и в стороне от себя силуэт двухмоторного самолёта. «Хейнкель-111», — решил лётчик. Неприятель прошёл через Сычёвку, Алферьево и направился к Теряевой Слободе. Солнце мешало нашему лётчику вести преследование. Над Шаховской Ионцев достиг высоты 11 400 м, но неприятель находился ещё примерно на 100 м выше. Ионцев сделал вывод, что перед ним высотный Ju 86P и решил таранить с разгона. В этот момент в кабине МиГа появилось пламя. Вероятно, оно было вызвано сильным перегревом двигателя. Вскоре огонь уже жёг лётчику лицо и руки. Он быстро выбросился из кабины, открыл парашют, после чего потерял сознание от динамического удара и кислородного голодания. Только на следующий день Ионцев пришёл в сознание, находясь во фронтовом госпитале.

Разбирая произошедший бой, штаб 1-й воздушной истребительной армии ПВО признал действия лётчика «настойчивыми и решительными». Командующий объединением генерал А. В. Борман констатировал: «Необходимо иметь более высотные истребители, чем МиГ-3, которые не поднимаются выше 11 400 м.»— В частях ПВО страны.
В годы войны она последовательно входила в состав Московского (Московской армии ПВО), Западного, Северного и Центрального фронтов ПВО.
После войны армия была расформирована, полки переданы в состав объединений ПВО, в феврале 1946 года были сведены во вновь созданный 6-й истребительный авиационный корпус ПВО, получивший название «Московский». Армия переименованан в 19-ю воздушную истребительную армию ПВО.

## Состав
Первоначально в состав армии ПВО были включены управление, четыре вновь сформированные истребительные авиационные дивизии (17 истребительных авиационных полков, части и подразделения обеспечения):
- 317-я истребительная авиационная дивизия ПВО (317 иад)
- 318-я истребительная авиационная дивизия ПВО (318 иад)
- 319-я истребительная авиационная дивизия ПВО (319 иад)
- 320-я истребительная авиационная дивизия ПВО (320 иад)
- и другие формирования.

### Боевой состав на 1 ноября 1944 года
- управление (штаб)
- 317-я иад (34, 126, 488, 736 иап)
- 318-я иад (12 гв., 11, 28, 562, 564, 565 иап)
- 319-я иад (16, 67, 177, 178, 309, 429 иап)
- и другие формирования.

К концу войны в состав объединения ПВО были переданы истребительный авиационный корпус ПВО Ленинграда, три истребительных авиационных дивизии ПВО Москвы, а также по одной истребительной авиационной дивизии ПВО Мурманска, Архангельска, Горького.

### Боевой состав на 1 мая 1945 года
- управление (штаб)
- 104-я истребительная авиационная дивизия ПВО[6] (119, 729 иап),
- 122-я истребительная авиационная дивизия ПВО[6] (767, 768, 769 иап),
- 142-я истребительная авиационная дивизия ПВО[6] (143, 423, 632, 786, 1005  иап),
- 317-я истребительная авиационная дивизия[6] (12 гв., 488, 736 иап),
- 318-я истребительная авиационная дивизия[6] (11, 28, 562, 565, 740 иап),
- 319-я истребительная авиационная дивизия[6] (16, 67, 177, 178, 309 иап)

## Командный состав (период)

### Командующие
- генерал-майор авиации А. В. Борман (9 июня 1943 г. — апрель 1944 г.)[7];
- генерал-майор авиации А. И. Митенков (апрель 1944 г. — март 1945 г.)[7];
- генерал-лейтенант авиации С. А. Пестов (март 1945 г. — сентябрь 1945 г.)[7].

## Боевая задача
Оборона Москвы и ряда объектов Подмосковья от воздушных ударов противника.